# Вазузское водохранилище
Вазу́зское водохрани́лище — водохранилище руслового типа на реке Вазузе в Зубцовском районе Тверской области, Сычевском и Гагаринском районах Смоленской области. Высота над уровнем моря — 177,2 м.

## Общие сведения
Площадь 97 км², объём 0,55 км³. Длина 77 км, максимальная ширина 2 км, средняя глубина 5 м, максимальная — 30 м. Среднегодовой сток 1332 млн м³. Колебания уровня воды до 10 метров.
Плотина водохранилища расположена в деревне Пашутино Зубцовского района Тверской области. По железобетонной плотине длиной 800 метров организован автомобильный переход, сброс воды осуществляется с высоты около 24 метров.
Вместе с Яузским и Верхне-Рузским водохранилищами образует Вазузскую гидросистему. Подпитка воды осуществляется в основном за счёт рек Вазуза, Гжать и Осуга.
Проектные работы по строительству Вазузского водохранилища начались в 1957 году; заполнено в 1977-78 годах.
Водами Вазузского водохранилища затоплено место, где располагался Фоминский городок.

## Хозяйственное использование
На территории водохранилища (в районе деревни Щеколдино Зубцовского района Тверской области) расположено рыбохозяйство по разведению рыбы частиковых пород (судак, щука).
Относится ко второму, Москворецкому (первый — Волжский) источнику водоснабжения Москвы и используется в качестве резерва, совместно с Яузским и Верхне-Рузским водохранилищами. Является самой удалённой частью системы водоснабжения Москвы. Эксплуатацию водохранилища осуществляет ГУП «Мосводоканал». Орган управления Вазузским водохранилищем находится в селе Карманово Гагаринского района Смоленской области. ГУП «Мосводоканал» прорабатывает вопрос о строительстве ГЭС на базе водохранилища.
Вазузское водохранилище становится всё более популярным местом отдыха и поселения. На побережье строятся посёлки и рыболовные базы. Недалеко расположен Дом рыбака.

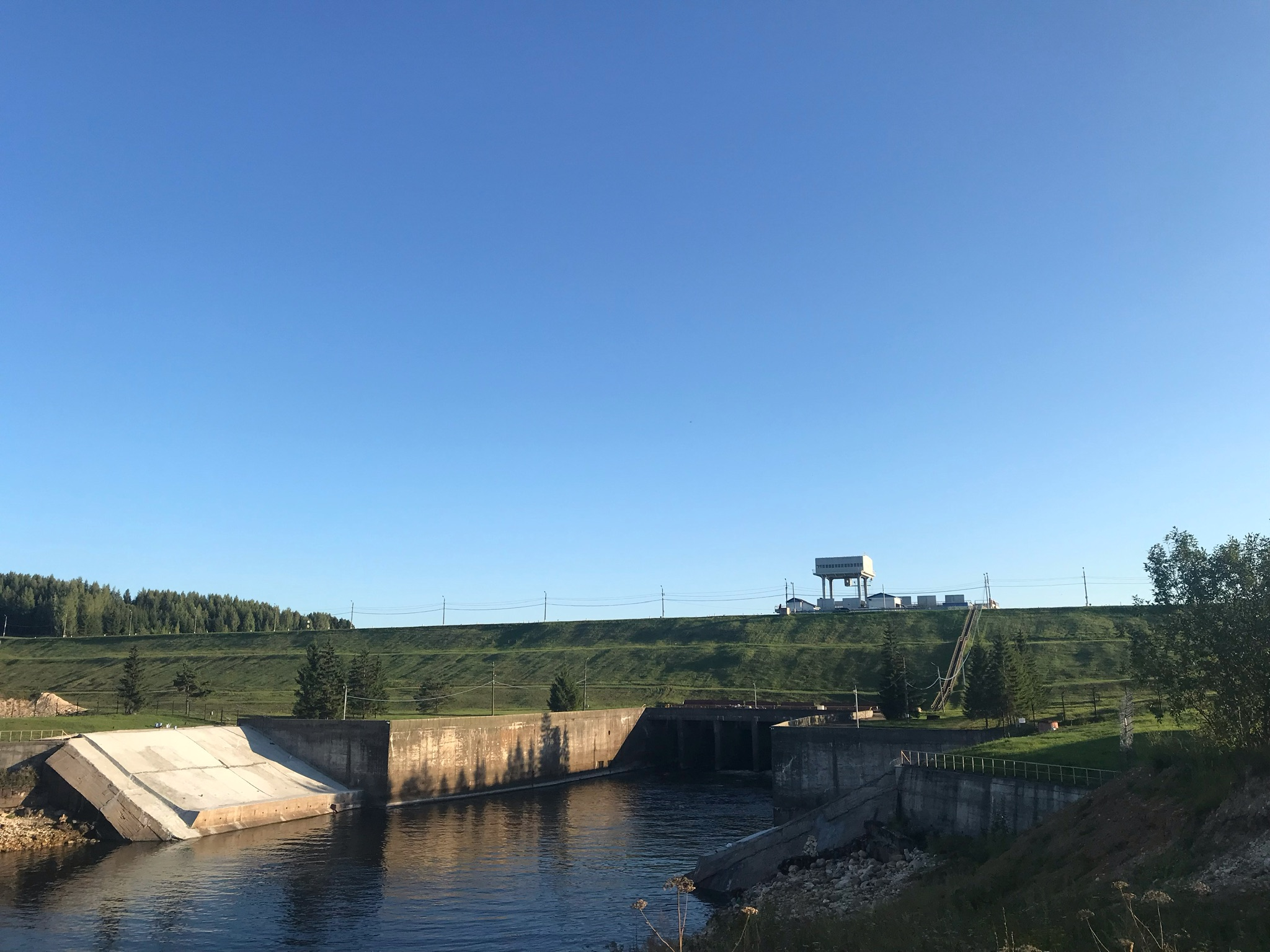
Вид на водосброс плотины Вазузского водохранилища с площадки на левом берегу реки
Канал Вазуза-Яуза
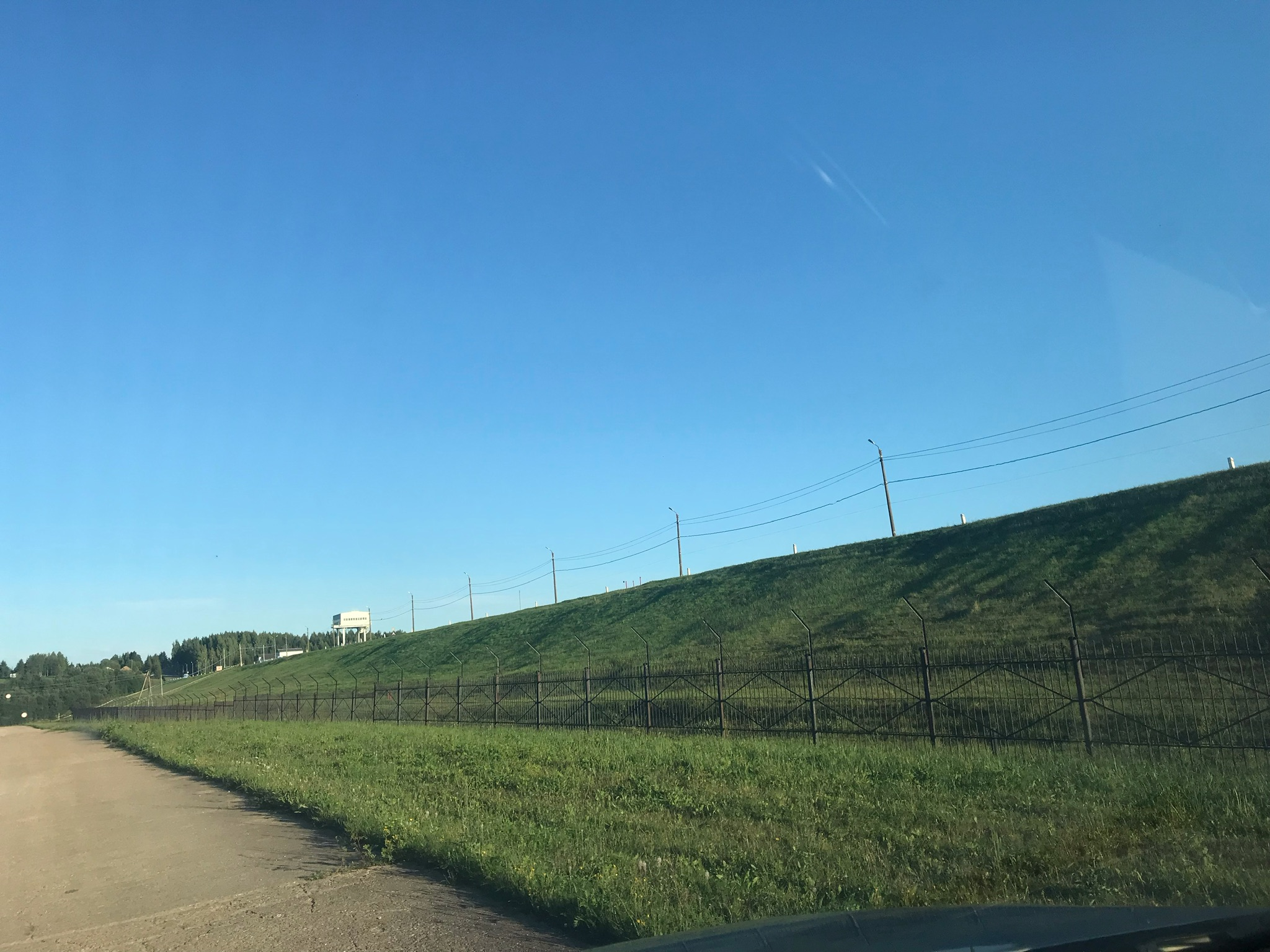
Вид на плотину Вазузского водохранилища с левого берега реки